# Суворово (Кирилловский район)
Суворово — деревня в Кирилловском районе Вологодской области.
Входит в состав Чарозерского сельского поселения, с точки зрения административно-территориального деления — в Коротецкий сельсовет.
Расстояние до районного центра Кириллова по автодороге — 79,5 км, до центра муниципального образования Чарозера по прямой — 23 км. Ближайшие населённые пункты — Мясниково, Соколье, Осиевская.
По данным переписи в 2002 году постоянного населения не было.